# Karlsfeld
Karlsfeld est une commune allemande située dans l'arrondissement de Dachau en Bavière à 12 km au nord-ouest de Munich.

## Lieux d'intérêt
- Le Schwarzhölzl, forêt marécageuse protégée.